# Georgi Fjodorowitsch Alexandrow
Georgi Fjodorowitsch Alexandrow (* 22. Märzjul. / 4. April 1908greg. in Sankt Petersburg; † 21. Juli 1961 in Moskau) war ein sowjetischer Philosoph und Politiker. Er war von 1954 bis 1955 Kulturminister der UdSSR.

## Leben
Alexandrow schloss 1932 sein Studium am Moskauer Institut für Geschichte und Philosophie ab und war dort bis 1935 Aspirant. Anschließend war er an diesem Institut bis 1938 in verschiedenen Funktionen tätig. Von 1940 bis 1947 leitete er die Abteilung für Agitation und Propaganda beim ZK der KPdSU und war 1943 an der Einrichtung der Burdenko-Kommission zur Vertuschung der sowjetischen Täterschaft im Massaker von Katyn beteiligt. Von 1947 bis 1954 war er Direktor des Instituts für Philosophie an der Akademie der Wissenschaften der UdSSR. 1946 wurde er Akademiemitglied. Von März 1954 bis März 1955 war er Kulturminister der UdSSR. Von 1955 bis 1961 war er Leiter der Abteilung Dialektischer und Historischer Materialismus der Instituts für Philosophie und Recht der Akademie der Wissenschaften der Belorussischen SSR. 
Für seinen Beitrag zur Geschichte der Philosophie (Istorija filosofii, 1943) und zur Geschichte der westeuropäischen Philosophie (Istorija zapadno-evropejskoj filosofii, 1946) wurde er 1943 und 1946 mit dem Stalinpreis ausgezeichnet. Er erhielt zweimal den Leninorden, war Träger des Ordens des Vaterländischen Krieges I. Klasse und des Ordens des Roten Banners der Arbeit.

## Schriften (Auswahl)
- Filosofskie predšestvenniki marksizma, 1939 (Philosophische Vorläufer des Marxismus)
- Aristotel, 1940 (Aristoteles)
  - Aristoteles, deutsch von Arthur Dukowsky, Aufbau Verlag, Berlin 1953. (=Große Sowjet–Enzyklopädie Reihe Geschichte und Philosophie. Heft 1)
- Formirovanie filosofskich vzgljadov Marksa i Engel'sa, 1940 (Die Bildung philosophischer Auffassungen bei Marx und Engels)
- Unter dem Banner von Lenin-Stalin.[4] Vortrag G. F. Alexandrow, Mitglied des Zentralkomitees der KPdSU (B), am 21. Januar 1946 auf der Trauerversammlung in Moskau anläßlich des 22. Todestages W, I. Lenins.  Hrsg. von der Bezirksleitung der Kommunistischen Partei Deutschlands. Provinz Sachsen, Druck: Volks-Zeitung Halle (Saale) 1946.
- Über die modernen bürgerlichen Theorien der gesellschaftlichen Entwicklung. SWA-Verlag, Berlin 1947.
- mit I. I. Minz, P. N. Pospelow, J J. Jaroslawski u. a.: Geschichte des Bürgerkrieges in der UdSSR. Zweiter Band: Die  Große Proletarische Revolution (Oktober–November 1917). Verlag für Fremdsprachige Literatur, Moskau 1949
- mit M P. Galaktinow u. a.: Josef Wissarionowitsch Stalin. Kurze Lebensbeschreibung. Dietz Verlag, Berlin 1950.
- Die Entwicklung des Marxismus als Wissenschaft durch die Arbeiten Stalins zu Fragen der Sprachwissenschaft. In: Neue Welt 6 (1951) , Heft 14 , S. 3–22.
- Das Werk J. W. Stalins „Über den Marxismus in der Sprachwissenschaft“ und seine hervorragende Rolle in der Entwicklung der Gesellschaftswissenschaften. Verlag Neues Leben. Berlin 1951.
- Maurice Cornforth: „Wissenschaft contra Idealismus“. Eine Untersuchung des „reinen Empirismus“ und der modernen Logik.Mit einem Vorwort von G. F. Alexandrow. Diet Verlag,  Berlin 1953.
- Istorija sociologii kak nauka, 1958 (Die Geschichte der Soziologie als Wissenschaft)
- Istorija sociologočeskich učenij. Drevnij vostok, 1959 (Geschichte soziologischer Lehren. Der antike Osten).